# Sesso, peccato e castità
Sesso, peccato e castità (Only Two Can Play) è un film britannico del 1962 diretto da Sidney Gilliat.
È basato sul romanzo That Uncertain Feeling di Kingsley Amis, pubblicato nel 1955.

## Trama
John Lewis è un bibliotecario mal pagato e professionalmente frustrato che svolge anche l'attività di critico teatrale occasionale, i cui affetti oscillano tra l'affascinante Liz e la sua longanime moglie Jean.
Quando un posto meglio pagato diventa vacante, Lewis è riluttante a fare domanda, ma viene convinto a farlo da Jean. Poi, incontra l'attraente Elizabeth Gruffydd-Williams (Liz), designer della compagnia teatrale della zona e moglie di un consigliere locale.
Liz si offre di intercedere presso suo marito per aiutare Lewis ad ottenere il lavoro e chiarisce che è anche fisicamente attratta da lui. Lewis viene facilmente sedotto e ne nasce una relazione, anche se la coppia clandestina non riesce mai a consumare.
Dopo essere stato convinto da Liz a lasciare la rappresentazione di una nuova produzione teatrale alla quale avrebbe dovuto assistere in qualità di critico, Lewis invia una recensione fasulla al giornale locale, ma viene a sapere la mattina successiva che il teatro è andato a fuoco poco dopo l'inizio dello spettacolo, che quindi non è mai andato in scena. Jean viene così a conoscenza della relazione e si vendica incoraggiando la sua vecchia fiamma Probert, un personaggio letterario e drammaturgo presuntuoso (autore della sfortunata commedia che doveva andare in scena nel teatro incendiatosi). Lewis perde anche l'amicizia del suo collega e migliore amico, Ieuan Jenkins, che aveva avuto un ruolo nella commedia.
Quando a Lewis viene offerto il lavoro meglio pagato, si rende conto che Liz ora lo userà e lo controllerà se glielo permette. Rendendosi finalmente conto del prezzo che ha pagato, interrompe la relazione e accetta un lavoro come bibliotecario, nella speranza che questo lo tenga lontano dalle donne predatrici. Jean non è così sicura che egli possa resistere a lungo al fascino femminile e si unisce a lui per tenerlo d'occhio.

## Produzione

### Riprese
Il film è ambientato nella fittizia città di Aberdarcy nel Galles meridionale, e fu ampiamente girato a Swansea e dintorni.

## Accoglienza
Il Times scrisse che la pellicola era stato il terzo film più visto del 1962 in Gran Bretagna. Films and Filming invece scrisse che era stato il quarto film più visto, dietro I cannoni di Navarone, Agente 007 - Licenza di uccidere e The Young Ones.
Il film ricevette una candidatura come Miglior Film ai premi BAFTA del 1963.
Sul The New York Times Bosley Crowther lodò ampiamente l'interpretazione di Sellers.